# Nowa Huta (województwo mazowieckie)
Nowa Huta – wieś w Polsce położona w województwie mazowieckim, w powiecie żyrardowskim, w gminie Puszcza Mariańska
W skład sołectwa wchodzą Nowa Huta i Stara Huta.
| SIMC    | Nazwa | Rodzaj    |
| ------- | ----- | --------- |
| 0734914 | Rudka | część wsi |

W latach 1975–1998 miejscowość należała administracyjnie do województwa skierniewickiego.